# Internet Memory
Internet Memory est une fondation à but non lucratif dont le but est l'archivage du contenu Internet. Le projet est abandonné depuis août 2018.
À ce titre, elle soutient des projets et de la recherche visant à la préservation et la sauvegarde de contenu multimédia.

## European Archive Foundation (EA)
La Fondation European Archive, institution à but non lucratif, est une bibliothèque numérique de contenus culturels numériques. Elle offre un accès libre à ces contenus pour les chercheurs et pour le public. Officiellement lancée lors de la Cross Media Week à Amsterdam (septembre 2006), elle doit son existence à l'association de plusieurs personnalités du Web, dont Brewster Kahle, qui a créé la fondation Internet Archive et qui occupe également la place de président du Conseil de Surveillance de l'Internet Memory Foundation.
Opérant depuis Amsterdam et Paris, la fondation s’attache alors à la constitution d’une archive Web à grande échelle et d’une archive incluant des collections du domaine public, avec un accès libre.

## Internet Memory Foundation (IM)
En décembre 2010, la Fondation European Archive change de nom pour devenir l'Internet Memory Foundation. Ce changement souligne clairement sa mission de soutenir activement la préservation de l’Internet, au même titre qu'Internet Archive, comme un nouveau média.
En 2011, les archives d'IM comptent des dizaines de téraoctets de nouvelles données par mois et développe plusieurs technologies avec un mot d’ordre : « soutenir la croissance et l’utilisation de la mémoire de l’Internet ».
La fondation est membre de l'International Internet Preservation Consortium (IIPC), elle a développé des partenariats et des collaborations, tant avec des institutions culturelles que des équipes de recherche pour mener à bien le développement et la promotion de l’archivage du Web.

## Projets collaboratifs
Internet Memory est impliquée dans plusieurs projets collaboratifs en Europe, cofinancés par la Commission européenne :
- Living Web Archives[4] est financé par la commission européenne (LiWA – projet N°216267). Les résultats de LiWA (de février 2008 à janvier 2011) tiennent dans des nouveaux outils et méthodes d’archivage Web qui rendent possible, à long terme, la création et l’utilisation d’archives Web de qualité.
- LivingKnowledge[5] est financé par la commission européenne (LK – projet N°231126). L’objectif est d’améliorer la navigation et la recherche au sein de grands ensembles de données multimodales.
- Longitudinal Analytics of Web Archive data[6] est financé par la commission européenne (LAWA – Projet N°258105). L’objectif majeur pour IM est, d’une part, le design et l’implémentation d’une nouvelle architecture pour des crawls à l’échelle du Web (milliards de ressources) et d’autre part, une infrastructure et des méthodes permettant l’analyse sur de grandes collections de documents hétérogènes.
- Collect-All ARchives to COmmunity MEMories[7] est financé par la commission européenne (ARCOMEM – projet N°270239). Il vise à réduire les risques de perte de données Web irremplaçables car éphémères, à faciliter la création d’archives pertinentes et à en assurer leur préservation et leurs usages.
- SCAlable Preservation Environments[8] est financé par la commission européenne (SCAPE – projet N°270137). L’objectif est de développer des services évolutifs pour permettre aux institutions patrimoniales de planifier et d’exécuter leur stratégie de préservation grâce à une plateforme open source qui orchestrera des flux de travail semi-automatisés adaptés à des collections numériques complexes, hétérogènes et de grande échelle.

## Outils
Internet Memory utilise actuellement la version 3 d'Heritrix pour son Web crawler. Heritrix génère des ressources stockées dans un «container», le fichier ARC (format de fichier) (.Arc). Le fichier ARC a été étendu au format de fichier WARC (Web ARChive) (.ARM), qui a été approuvé comme norme internationale en juin 2009 (édition actuelle ISO 28500:2017).

## Collections

### Collection audio et vidéo
À ses débuts, Internet Memory a collecté des fonds audio et vidéo tombés dans le domaine public de la part d’institutions culturelles comme Beeld En Geluid (Fonds musical classique de plus de 800 œuvres) ou les archives nationales du Royaume-Uni (films informatifs du gouvernement anglais).
Ces collections sont libres de droit et disponibles à tous en téléchargement gratuit et illimité sur le site europarchive.org.

### Collection sélective de sites web
Les collections sélectives et/ou thématiques se composent d’un ensemble de sites Web sélectionnés par les partenaires d’Internet Memory qui souhaitent donner un accès libre à leurs collections, entre autres :
- Les archives nationales du Royaume-Uni ;
- Bibliothèque nationale d'Irlande ;
- CERN, Organisation européenne pour la recherche nucléaire (Suisse) ;
- le parlement du Royaume-Uni ;
- PRONI, Public Record Office of Northern Ireland (Royaume-Uni).